# Bertagni
Bertagni es una empresa de comida y pasta italiana, fundada en Bolonia en 1882 por Luigi Bertagni. En un principio se llamó Pastificio Bertagni y reunió desde 1882 a los hermanos Bertagni -Luigi, Ferdinando y Oreste- en la preparación de tortellini frescos de calidad. Con el tiempo, estudiaron un método para empaquetarlos y conservarlos.

## Historia

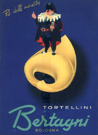
Cartel de Bertagni.

En el taller de Luigi Bertagni, en la ciudad italiana de Bolonia, nació en 1882 la empresa de pasta Pastificio F.O. Flli Bertagni. Ayudado por sus hermanos Ferdinando y Oreste, Luigi Bertagni ideó un método para empaquetar y distribuir tortellini frescos de calidad por su ciudad. De manera sencilla, así nació una de las primeras empresas de pasta de Italia.

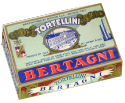
Cuadro de tortellini.

La calidad de sus productos hizo de la enseña Hermanos Bertagni una de las más apreciadas de Italia, con su producto estrella a la cabeza, los tortellini de pasta fresca. Fueron testigos, entre otras, las ferias internacionales en las que los hermanos Bertagni participaron, obteniendo una medalla de bronce en la Exposición Universal de París de 1889 y el Gran Diploma en la Feria Internacional de Chicago de 1894, así como la medalla de oro en la Feria de San Louis en 1904.
La compañía aumentó ligeramente su producción en las primeras décadas del siglo XX, un hecho reconocido en la Guía comercial de Bolonia de 1914, donde se habla de la pasta Bertagni: 

El tortellini de Bolonia, cuya fama ha cruzado los mares, son juzgados por todos los gourmets de la ciudad como el non plus ultra de las sopas! Y la compañía de Bolonia F. O. Hermanos Bertagni que tiene absolutamente la primacía en su fabricación, lo es además en la exportación mundial.(...)

Con el tiempo, la producción de la empresa Bertagni no solo se limitó a los tortellini, sino que amplió su gama de productos frescos a cualquier otro tipo de pasta. El crítico gastronómico estadounidense Corby Kummer, en julio de 1986, dijo en la revista The Atlantic Monthly: las especialidades de pasta Bertagni son excelentes (...) , y son lo más cercano a tener una fábrica de debajo de tu casa.
Desde entonces, los tortellini Bertagni han gozado de gran prestigio. En 1972, la familia Bertagni vendió la marca y la planta de San Lazzaro di Savena a la compañía Fioravanti. En 1996, la histórica fábrica fue cerrada debido a una caída en los volúmenes de negocio y la expansión cada vez más urgente de los competidores, como Giovanni Rana, que conquistó gran cuota de mercado gracias a la publicidad. La marca Bertagni 1882 fue exhumado más tarde para otra fábrica ex Fioravanti presente en Arcugnano, que se lanzó de nuevo trayendo sus platos de pasta rellenos en las mesas de todo el mundo. La familia Bertagni, después de haber contribuido a la fundación de Alibert en Preganziol, de vuelta en el negocio de pasta rellena en el año 2001, controlando un buen número de las acciones de Pastificio Bolognesa di Castenaso.
En abril de 2018 se hizo público que la compañía española Ebro Foods había adquirido el 70% de Bertagni por 130 millones de euros con la intención de mantener la enseña y unirla a su grupo de pastas, entre las que destacan Panzani y Pastificio Lucio Garofalo. Bertagni, con plantas productivas en Vicenza y Alvio (Italia) y una plantilla de 275 trabajadores, es conocida como la más antigua marca de pasta rellena en Italia y una especialista en pasta fresca en el segmento 'premium'. La firma italiana alcanzó unas ventas brutas estimadas en 2017 superiores a los 70 millones de euros, con más de un 90% de su negocio fuera de Italia. Por su parte la firma Lucio Garofalo superó los 170 millones de euros en ventas en 2017.